# Alois Trieb

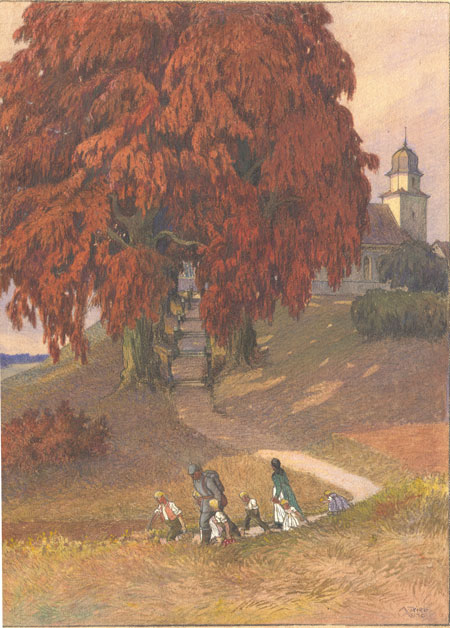
Soldat mit Familie, 1916, Pastellzeichnung

Alois Trieb (* 25. März 1888 in Elberfeld, Rheinprovinz; † (gefallen) 1917 im Königreich Rumänien) war ein deutscher Maler der Düsseldorfer Schule.

## Leben
Trieb studierte 1912 an der Kunstakademie Düsseldorf. 1913 hatte er sich als Kunstmaler im Künstlerhaus Sittarder Straße 5 in Düsseldorf niedergelassen. Als Teilnehmer des Ersten Weltkriegs fiel er auf dem rumänischen Kriegsschauplatz.